# 2-アミノ-5-ホルミルアミノ-6-リボシルアミノピリミジン-4(3H)-オン5'-モノリン酸デホルミラーゼ
2-アミノ-5-ホルミルアミノ-6-リボシルアミノピリミジン-4(3H)-オン5'-モノリン酸デホルミラーゼ(2-amino-5-formylamino-6-ribosylaminopyrimidin-4(3H)-one 5'-monophosphate deformylase、EC 3.5.1.102)は、以下の化学反応を触媒する酵素である。
2-アミノ-5-ホルミルアミノ-6-(5-ホスホ-D-リボシルアミノ)ピリミジン-4(3H)-オン + 水{\displaystyle \rightleftharpoons }2,5-ジアミノ-6-ヒドロキシ-4-(5-ホスホリボシルアミノ)ピリミジン-4(3H)-オン + ギ酸
この酵素の系統名は、2-アミノ-5-ホルミルアミノ-6-(5-ホスホ-D-リボシルアミノ)ピリミジン-4(3H)-オン アミドヒドロラーゼ(2-amino-5-formylamino-6-(5-phospho-D-ribosylamino)pyrimidin-4(3H)-one amidohydrolase)である。
この酵素は、古細菌のリボフラビン及び7,8-ジデメチル-8-ヒドロキシ-5-デアザリボフラビンの生合成の第2段階を触媒する。